# 奥村裕
奥村 裕 (おくむら ひろし、英: Hiroshi Okumura、1960年5月9日 - ) は、愛知県出身の元オートバイロードレーサー。ヤマハ・ホンダ2大メーカーのワークスライダーとして全日本ロードレース選手権に参戦し、国際A級通算5勝。
愛知県名古屋市北区にて「スクーデリア・オクムラ」代表取締役社長を務める。

## 経歴

### 初期のキャリア
子供のころからモータースポーツに魅力を感じ、中学の時は四輪レースで活躍する星野一義のファンだった。2輪免許を取得すると、1978年4月鈴鹿ロードレースにホンダ・CB125Tで参戦し17歳でロードレースデビュー。なお、このレースには後にワークスライダーとなる辻本聡も参戦しており、デビューが同じだった。1979年には第2回鈴鹿8時間耐久ロードレースに出場する。
1980年、高井幾次郎が率い名古屋に拠点を置くヤマハ系チーム「プレイメイトレーシング」の一員となり、ノービス125ccクラスに参戦。後にA級まで昇格する五百部徳雄、竹村浩生、萩原紳治、菊池正剛らと戦い、ランキング2位を獲得。1981年国際B級へ昇格し、125ccランキング2位。1982年より国際A級昇格、125ccクラスで多数を占めるホンダ車の中でヤマハの先輩・江崎正と共にTZ125でホンダRS勢と戦い、ヤマハの若手ホープとして評価される。

### ヤマハ時代
1984年、ヤマハ契約ライダーとなり、250ccクラスへとステップアップ。これまで250クラスはヤマハ・TZのワンメイク状態だったが、同年はホンダがアルミフレームの新型車RS250Rで参戦を開始しHY戦争と言われるメーカー対決が始まる年となった。奥村は全10戦で9人の優勝者という混戦となった同年、唯一の2勝をあげたライダーとなり、ランキング3位に入る。スポーツランドSUGOで行われた'84TBCビッグロードレースでは、500ccクラスにスポット参戦した。
1985年、250クラスにおけるヤマハ陣営のエース格としてホンダ・RSの小林大と戦い、5月5日の第4戦筑波ではまだ鉄フレームだったTZに補強パッチを当てフレーム剛性を高めた仕様で小林を破り勝利を挙げる。しかし、第5戦SUGOで転倒した際に負傷し以後欠場。第9戦SUGO大会で復帰すると、自ら開発にも携わったアルミフレームへとモデルチェンジされた翌86年型TZでシーズン2勝目を挙げ負傷前と変わらぬ速さを見せるも、ランキングは9位と転倒によるダメージが誤算となったシーズンを送る。

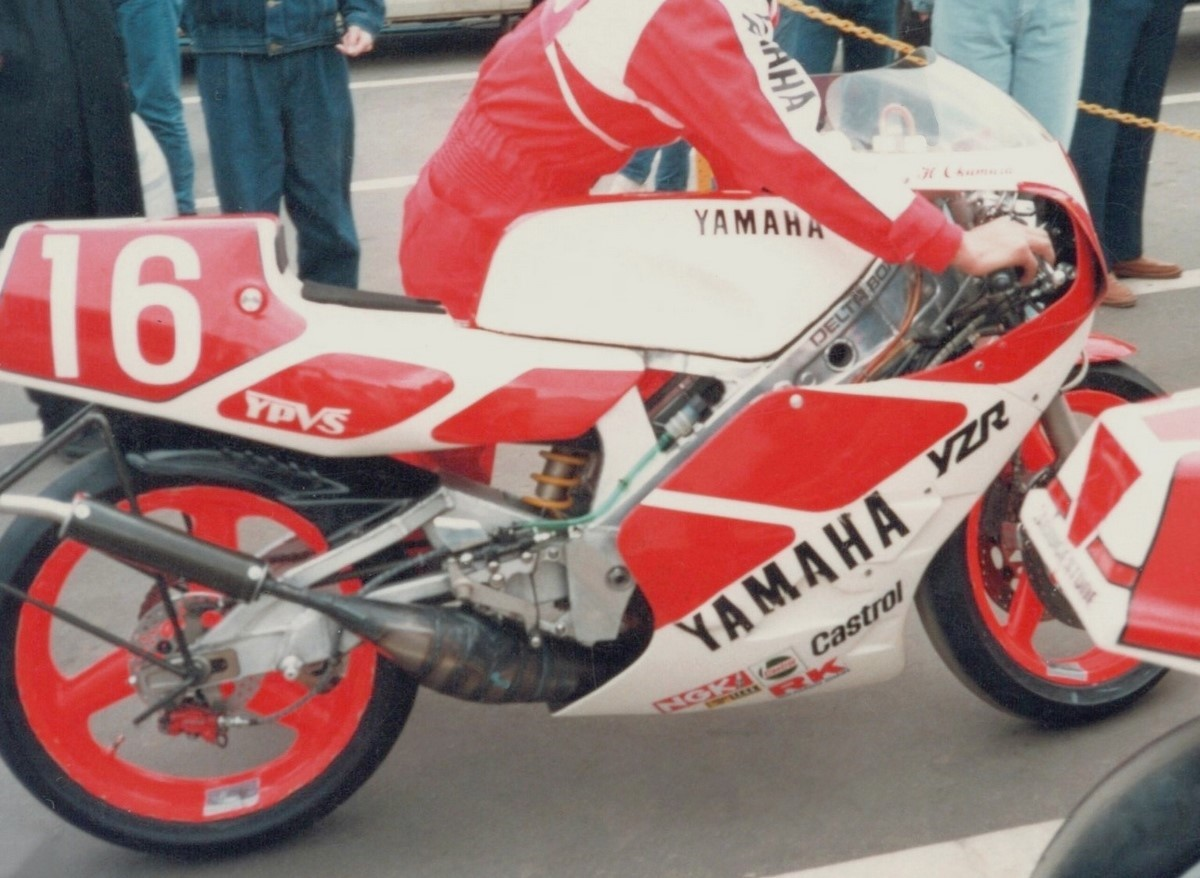
1987年 ヤマハ・YZR250

1986年はヤマハが投入開始する90度V型2気筒エンジンのワークスマシンYZR250に乗り片山信二と共にホンダ陣営のNSR250と戦う予定だったが、開幕前テストでの転倒時に負った骨折により同年はほとんど参戦できず、終盤の2戦に復帰したがランキングが15位まで下降。その中で最終戦の鈴鹿・日本GPではWGPライダーカルロス・ラバード、アントン・マンク次ぐ3位（日本選手最上位）に入るなど、出走・完走すれば確実に表彰台争いに加わる速さを持つが、転倒による身体ダメージにより欠場が多いというシーズンが続いた。1987年、ホンダNSRの戦闘力が増し、これを操る清水雅広と小林大が優勢に進めたシーズンだったが、奥村もYZR250で第6戦鈴鹿3位表彰台、第7戦筑波で2位、第8戦SUGOで3位と復調。一方で、新たにYZRを貸与された20歳の本間利彦が時に奥村より速い予選タイムを出すなど、ランキングでも3位本間、4位奥村と先行された。
同年をもってヤマハを離れることになるが、自身のキャリアの中で河崎裕之から受けた影響が大きかったと述べており、「プレイメイト時代よく𠮟られたが、ずっと面倒を見ていただいた恩人。シャケさん（河崎の愛称）に車体の基本を叩き込まれた。」「私自身の原点で、軸になっている」と感謝を述べているほか、同じく指導を受けたヤマハの先輩糟野雅治からの影響についても大きいと述べている。

### ホンダ時代
1988年、ホンダワークス (HRC)からのオファーを受け移籍。ライバルとして戦ってきた小林大とチームメイトになり、「TERRAカラー」のホンダ・NSR250で参戦。ヘルメットデザインも一新した。しかし同年も前半負傷欠場があり、チャンピオン争いには加われなかった。翌1989年、4月23日鈴鹿大会では大雨になったが、トップを行くYZRの本間を追い詰め11周目にパス。最終ラップまでトップを守るも、自身と同じNSRに乗る田口益充に最後かわされ勝利を逃す。第9戦筑波大会でも序盤からトップに立つと、ここでは2位争いから抜け出してきたTZの原田哲也を抑えきり、ホンダ移籍後の初勝利を挙げた。この4年後世界GPチャンピオンとなる原田については、同年SUGOで競り合いとなった際に奥村得意のコーナーだった「馬の背」の進入で鋭く差されたことがあり、「こいつは凄い」と体感したエピソードを公開している。シーズン終盤、HRCからは来季の契約がないと告知されたが、HRCと本田技研から支援を受けるかたちで1990年4月に「有限会社スクーデリア・オクムラ」を創設、ホンダのサテライトチームとして参戦のベースとした。「スクーデリア（伊: scuderia）」とはイタリア語での「厩舎・チーム」に相当する言葉で、英語ではsquadにあたる。

### 引退後
1991年に入り、レーサーの現役を引退。以後は1993年までレーシングチームの代表者として地方選手権・全日本選手権・鈴鹿8時間耐久ロードレースに参戦。1992年の全日本500ccクラスには、HRCよりNSR500の貸与を受け、鶴田竜二を起用しフル参戦し、鈴鹿8時間耐久では鶴田のペアライダーとしてWGPチャンピオンのフレディ・スペンサーを起用、話題を呼ぶとともに決勝レースでは4位でチェッカーを受けた。
スクーデリア・オクムラは1994年より名古屋市北区でオートバイサスペンションのスペシャルショップとして運営され、2019年創設30周年を迎えた。奥村自らのライダー経験を元に一般ユーザーの乗り心地や運転しやすさも追及し、「サスペンションセッティング相談会」を実施するなど、メーカーワークスチームレベルのメンテナンスをユーザーに提供する。
同じくレーサー出身でマフラーやバックステップなどのパーツメーカーを創業した樋渡治の丁寧な仕事ぶりへのリスペクトを公言しており、ホンダワークス入りが同期（1988年）だった伊藤真一とも親交がある。

## レース戦歴

### 全日本ロードレース選手権
| 年     | チーム                 | マシン         | 区分     | クラス | 1       | 2     | 3       | 4       | 5      | 6       | 7     | 8     | 9       | 10      | 11    | 12    | 順位 | ポイント |
| ------ | ---------------------- | -------------- | -------- | ------ | ------- | ----- | ------- | ------- | ------ | ------- | ----- | ----- | ------- | ------- | ----- | ----- | ---- | -------- |
| 1980年 | プレイメイトレーシング |                | ノービス | 125cc  | TSU     | SUZ 1 | SUG 1   | SUZ 1   | TSU 3  | SUZ     | TSU 3 | SUG 2 | TSU 3   | SUZ 4   |       |       | 2位  | 78 (98)  |
| 1981年 | プレイメイトレーシング | ヤマハ・TZ125  | 国際B級  | 125cc  | TSU     | SUZ   | TSU 3   | SUZ     | SUG 4  | SUZ 1   | TSU 1 | SUG 2 | SUZ 1   |         |       |       | 2位  | 75       |
| 1982年 | プレイメイトレーシング | ヤマハ・TZ125  | 国際A級  | 125cc  | SUZ 4   | TSU 2 | SUZ     | SUG     | SUZ    | TSU     | TSU 5 | SUG 3 | SUZ     |         |       |       | 5位  | 36       |
| 1983年 | プレイメイトレーシング | ヤマハ・TZ125R | 国際A級  | 125cc  | TSU     | SUZ   | TSU     | SUG     | SUZ 9  | TSU 5   | SUG   | SUZ   |         |         |       |       | 13位 | 8        |
| 1984年 | プレイメイトレーシング | ヤマハ・TZ250  | 国際A級  | 250cc  | TSU 9   | SUG 3 | SUZ 1   | TSU     | SUG    | SUZ 2   | TSU   | SUG   | SUZ     | TSU 1   |       |       | 3位  | 79       |
| 1985年 | プレイメイトレーシング | ヤマハ・TZ250  | 国際A級  | 250cc  | TSU 3   | SUZ   | TSU 1   | SUG DNS | SUZ -  | TSU -   | SUG - | SUG 1 | SUZ     |         |       |       | 9位  | 55       |
| 1986年 | プレイメイトレーシング | ヤマハ・YZR250 | 国際A級  | 250cc  | TSU C   | SUG - | SUZ -   | TSU -   | SUG -  | SUZ -   | TSU - | TSU - | SUG 10  | SUZ 3   |       |       | 16位 | 24       |
| 1987年 | プレイメイトレーシング | ヤマハ・YZR250 | 国際A級  | 250cc  | TSU     | SUZ 6 | TSU Ret | SUG 13  | SUZ 3  | TSU 2   | SUG 3 | TSU 2 | SUG Ret | SUZ Ret | TSU 4 |       | 4位  | 93       |
| 1988年 | 味の素ホンダ (HRC)     | ホンダ・NSR250 | 国際A級  | 250cc  | SUZ -   | TSU - | NIS -   | TSU -   | SUZ 11 | TSU 2   | SUG   | SEN 8 | SUG 2   | SUZ DNS | SUG - | TSU - | 13位 | 47       |
| 1989年 | 味の素ホンダ (HRC)     | ホンダ・NSR250 | 国際A級  | 250cc  | TSU Ret | SUZ 2 | NIS 5   | SUG 4   | TSU 7  | SUZ Ret | TSU 1 | SUG - | SUZ 5   | SEN Ret | SUG - | TSU   | 9位  | 81       |
| 1990年 | スクーデリア・オクムラ | ホンダ・NSR250 | 国際A級  | 250cc  | TSU DNS | NIS - | SUG 7   | TSU     | SUZ 6  | TSU 9   | SUG   | FSW   | SUZ 13  | SEN     | SUG   | TSU   | 18位 | 29       |

- 太字はポールポジション、斜体はファステストラップ

### ロードレース世界選手権
| 年     | クラス | 車両        | 1       | 2   | 3   | 4   | 5   | 6   | 7   | 8   | 9   | 10  | 11  | 12  | 13  | 14  | 15  | 順位 | ポイント |
| ------ | ------ | ----------- | ------- | --- | --- | --- | --- | --- | --- | --- | --- | --- | --- | --- | --- | --- | --- | ---- | -------- |
| 1987年 | 250cc  | ヤマハ・YZR | JPN DNS | ESP | GER | ITA | AUT | YUG | HOL | FRA | GBR | SWE | CZE | RSM | POR | BRA | ARG | NC   | 0        |

### 鈴鹿8時間耐久ロードレース
| 年     | チーム         | ペアライダー | 車番 | マシン | 予選順位 | 決勝順位 | 周回数 |
| ------ | -------------- | ------------ | ---- | ------ | -------- | -------- | ------ |
| 1979年 | 基本マスターズ | 天満康宏     | 72   | ヤマハ | 55位     | Ret      | 65     |